# Beaver Brook
Beaver Brook is een 38 km lange rivier in het noorden van het Canadese eiland Newfoundland. De rivier is bekend vanwege haar zogenaamde ondergrondse zalmenpoel.

## Verloop
Beaver Brook begint als uitstroom aan de oostzijde van Seven Islands Pond, een meer centraal op het Great Northern Peninsula van Newfoundland. De rivier stroomt al meanderend door een aantal andere kleine meertjes om uiteindelijk na zo'n 8 km in het grote Boony Lake uit te monden. Beaver Brook verlaat ook dat meer in het oosten en stroomt daarna in noordoostelijke richting nog kilometers verder doorheen het afgelegen en sterk beboste gebied.
Op zo'n 23 km voorbij zijn oorsprong bereikt Beaver Brook zijn noordelijkste punt en draait hij naar het zuidoosten toe. Een aantal kilometer voorbij dat punt gaat de rivier ondergronds en stroomt hij gedurende 800 m doorheen een kalksteengrot. Er is ook een parallele rivierarm die bovengronds blijft, al stroomt er langs daar in de drogere maanden van het jaar amper tot geen water.
Zo'n 9 km na de grot verlaten te hebben, mondt de rivier uit in Chimney Bay, een lange zij-arm van de Atlantische Oceaan. De monding ligt een eindje buiten het dorp Roddickton.

## Zalmen
Beaver Brook is een van de tientallen Newfoundlandse rivieren die Atlantische zalmen jaarlijks gebruiken voor hun paaitrek. De zalmen migreren daarbij jaarlijks ook doorheen de voormelde grot, wat nergens anders ter wereld gebeurt. De ondergrondse zalmenpoel is daarom een toeristische locatie.